# ていちゃん
ていちゃんは、BOAT RACEのホームページ・CMに登場するアザラシのキャラクターである。現在行方不明となっている。
北海道の北のどこかの海出身という設定で、妹として「れいちゃん」というキャラクターも存在する。

## CM
CMは2種類あり、冒頭ではていちゃんが「こんにちは、ていちゃんです」と言うバージョンと、「またまた、ていちゃんです」というバージョンがあった。
「出没!アド街ック天国」（テレビ東京系列）では、SG競走・プレミアムG1競走の開催日を除きていちゃんのCMが流れていた。
CMの最後には、検索バーに「ていちゃん」と表示されていた。